# Bulbophyllum pustulatum
Bulbophyllum pustulatum là một loài phong lan thuộc chi Bulbophyllum.